# Fachinformation
Als Fachinformationen bezeichnet man spezialisierte, wissenschaftliche oder wirtschaftliche Informationen, die durch verschiedene Einrichtungen des BID-Bereichs wie Fachbibliotheken, Fachdatenbanken, Dokumentationseinrichtungen, Archive und Fachinformationszentren, Forschungsinstitute, Presseagenturen und zum Teil auch Vereine und Verbände erschlossen und bereitgestellt werden.
Die Grenzen zwischen den einzelnen Einrichtungen sind fließend, und von der Bezeichnung einer Einrichtung sollte man nicht vorschnell auf ihre wirkliche Arbeitsweise schließen. Viele Einrichtungen unterhalten beispielsweise gleichzeitig ein Dokumentationszentrum, eine Bibliothek und ein Archiv und bieten Fachdatenbanken wie etwa Bibliographien an.

## Beispiele

### Drogen
Für den Bereich der Drogen existiert eine Vielzahl von wissenschaftlichen Veröffentlichungen, Studien etc., und es kommen laufend neue hinzu. Als Anlaufstelle und Orientierungshilfe bieten sich unter anderem folgende Einrichtungen an:
- Archido (Archiv für Drogenliteratur) Das Archiv und Dokumentationszentrum für Drogenliteratur ist die einzige auf Drogenliteratur spezialisierte wissenschaftliche Bibliothek in Deutschland http://www.archido.de/
- Elisad (European association of libraries and information services on alcohol and other drugs) Befindet sich noch im Aufbau http://www.elisad.eu/.
- SALIS (Substance Abuse Librarians & Information Specialists) is an international association of individuals and organizations with special interests in the exchange and dissemination of alcohol, tobacco, and other drug (ATOD) information http://www.salis.org/

### Patente
Für den Bereich der Patente gibt es die frei abrufbare Patent-Datenbank esp@cenet mit über 30 Millionen Dokumenten:
- http://ep.espacenet.com

### Technik
Die WTI-Frankfurt eG weist in spezialisierten Fachdatenbanken seit 1979 die Veröffentlichungen im Bereich Technik und produktionsorientiertem Management aus dem deutschsprachigen und angelsächsischen Raum nach. Über 30 Millionen Literaturempfehlungen wurden seither von ausgewiesenen Spezialisten vorselektiert, mit einem Abstract versehen, mit dem TEMA-Thesaurus klassifiziert und den Benutzern online in einer Suchmaschine zur Recherche zur Verfügung gestellt. 
- TecLearn – Test- und Übungsumgebung der TecFinder-Suchmaschine von WTI-Frankfurt

## Fachinformationsdienste
Mit dem verstärkten Einsatz des Computers und der Vernetzung über das Internet haben sich viele Fachinformationsdienste, die früher als Printmedien erschienen, stark verändert, sind obsolet geworden, oder es sind neue Formen dazugekommen.
- Sammlungen von Inhaltsangaben
  - Sammlungen von Referaten
  - Current Contents: Sammlung von Inhaltsverzeichnissen
- Kataloge
- Bibliografien
- Science Citation Index und andere Zitations-Datenbanken
- Fachdatenbanken (z. B. mit Firmen, Produkten, Projekten)
- Fachzeitschriften
- synthetische Informationsmittel
  - Forschungsberichte, Literaturberichte, Reviews
  - Handbücher, Nachschlagewerke

## Fachinformationseinrichtungen
Ob es zu einem Thema eine eigene Institution oder Datenbank gibt, hängt vor allem davon ab, ob sich ein Geldgeber dafür findet. Dies wiederum wird u. a. von der wissenschaftlichen Relevanz des Themas und der Möglichkeit einer Abgrenzung gegenüber anderen Disziplinen bestimmt.
Übersichten über Fachinformationseinrichtungen bieten unter anderem
- Gale directory of databases – umfangreichstes Verzeichnis von Datenbanken und Hosts
- VADECUM – Suche nach Forschungseinrichtungen
- Association of Research Libraries (ARL) – nur Nordamerika

## Der Markt für Fachinformationen
Der Markt für Fachinformation wurde weltweit von drei Konzernen beherrscht (Thomson, Reuters und Bloomberg L.P.), die zusammen 2/3 des Umsatzes generierten. 2008 wurde Reuters von Thomson aufgekauft. Auch in den Märkten für juristische und medizinische Fachinformationen (LiSS Medienportal) ist eine starke Konzentration festzustellen.